# Ceràmica del període geomètric

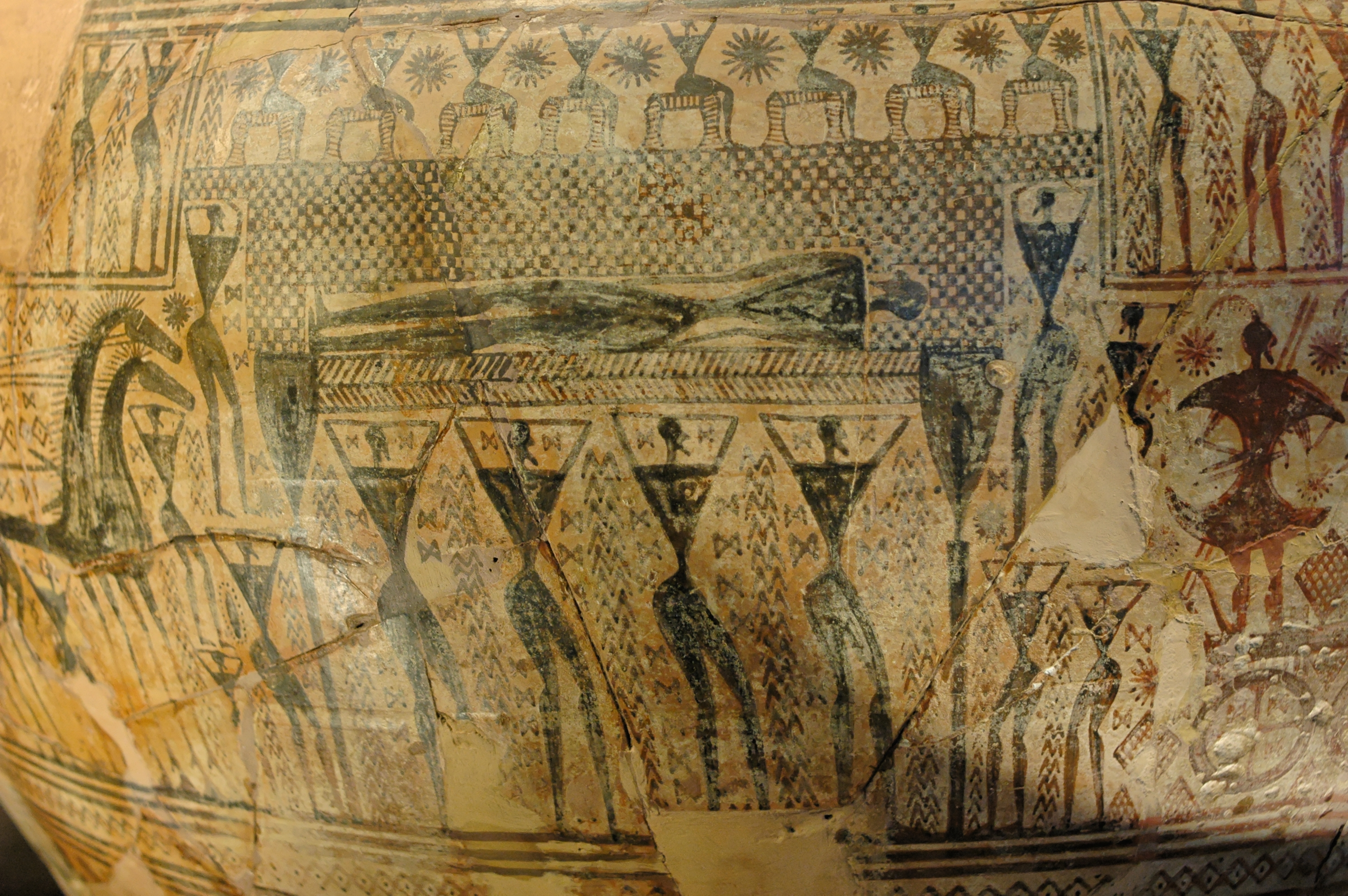
Escena d'una cerimònia fúnebre en una àmfora del Mestre del Dípilon (Museu del Louvre, inv. A517)

La ceràmica del període geomètric o ceràmica geomètrica és la producció d'atuells de terrissa de l'antiga Grècia a partir de la fi de l'edat fosca grega, aproximadament entre els anys 900 aC i el 700 aC. Amb aquesta denominació s'indica el conjunt de les evidències materials ceràmiques conservades, corresponents a l'anomenat període geomètric. Es va desenvolupar a Atenes i es va difondre gràcies al comerç marítim per diverses ciutats de l'àrea d'influència de la mar Egea.

## Ceràmica geomètrica àtica

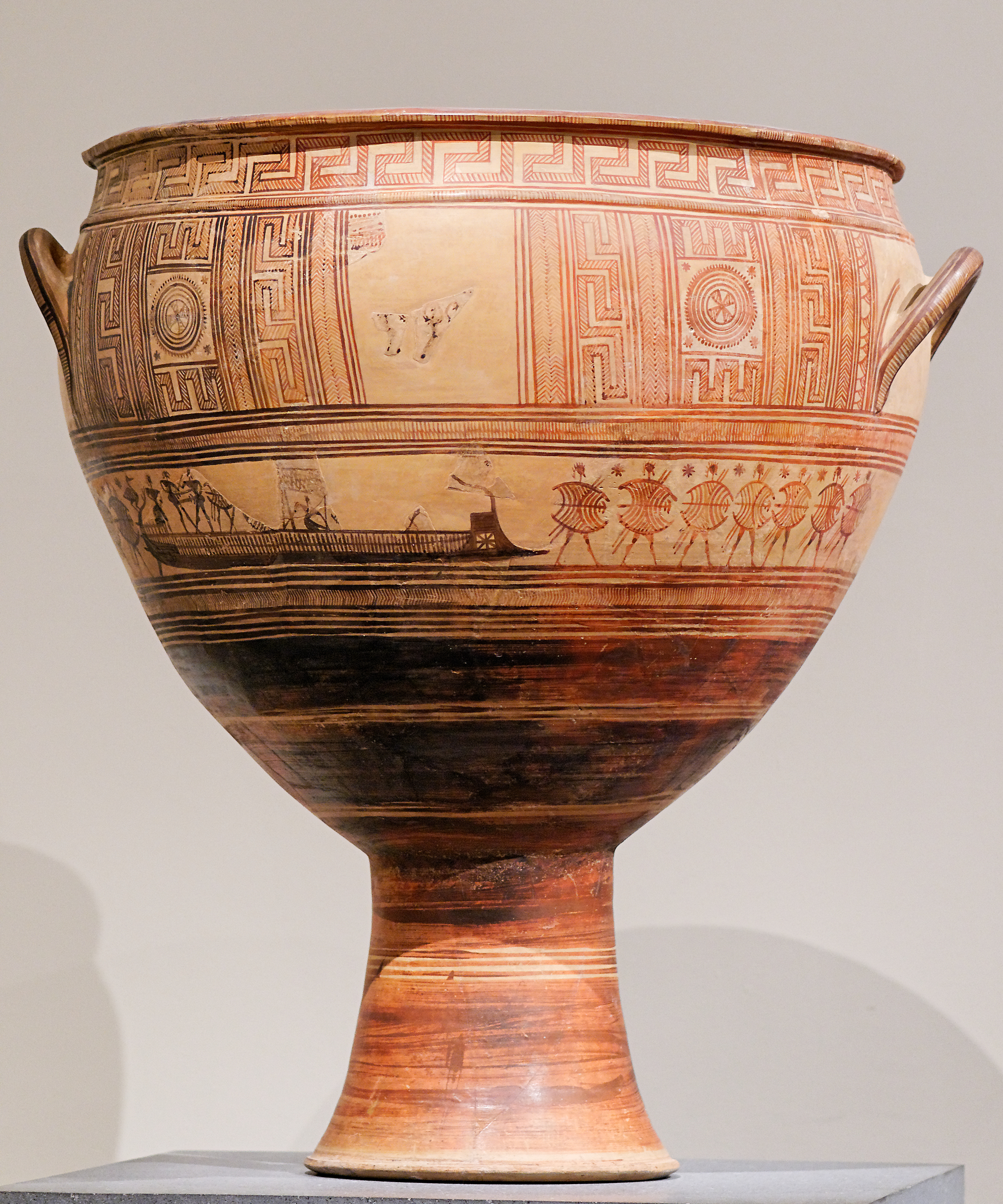
Crater del període geomètric mitjà II, de 99,1 cm d'alt i 94 cm de diàmetre (Nova York, Museu Metropolità d'Art, 34.11.2)

En comparació amb els segles precedents, el repertori de la tipologia dels vasos ceràmics augmenta i les seves formes es tornen cada cop més articulades i esveltes. En els enterraments, àmfores i craters de grans dimensions són utilitzats com a esteles funeràries. Especialment riques són les troballes del cementiri Dípilon del Ceràmic d'Atenes. Hi ha la teoria que, originàriament, les àmfores van ser dedicades a les dones, perquè la seva tasca era la de recollir l'aigua, mentre que els craters van ser realitzats per als homes, que eren els que bevien el vi. Tant els uns com els altres es caracteritzen, sobretot, pels motius propis de l'estil geomètric de l'art grec.
Pel que fa a la decoració, es desenvolupen coherentment les premisses elaborades en la ceràmica protogeomètrica àtica. Les greques acolorides es converteixen en el motiu decoratiu més típic, acompanyades de triangles, rombes, motius en zig-zag, dents de llop, escacats i retícules. A les quadrícules s'insereixen esvàstiques i rosetes geomètriques de quatre fulles. Les franges decoratives horitzontals són cada vegada més nombroses i denses, i arriben a cobrir tota la superfície de l'atuell, mentre que les superfícies monocromes de vernís negre es van reduint fins que acaben desapareixent del tot.
Els motius decoratius es milloren amb elements figuratius, en particular figures humanes i cavalls. Els temes figuratius inclouen escenes funeràries com el dol davant l'exposició del cos del difunt, l'anomenada próthesis, i el transport dels difunts dins el carro fúnebre, o ekforà, però també escenes de duels o batalles tant navals com terrestres. Les figures humanes, pintades en forma de silueta negra, s'alineen, superposades, mentre que tots els buits s'omplen amb ornaments geomètrics. El tors està representat per una silueta en forma de triangle, amb braços filiformes que imiten diversos gestos; les cames, en canvi, es representen de perfil i de mica en mica van adoptant formes més realistes i articulades; el cap està representat per un punt negre amb protuberàncies per indicar el nas o la barbeta. Els escuts –coneguts com a «escuts Dípilon»– es dibuixen amb l'aparença de dues mitges llunes unides per una línia prima, una representació esquemàtica de la forma que tenia el gran escut micènic bilobat, que més tard desapareix a favor de l'escut rodó. Pel que fa als animals, a més a més de cavalls hi apareixen ocells o cérvols i cabres, tots reduïts a les seves formes essencials i esquemàtiques, disposats en llargues fileres, a manera d'ornament.

### Fases de la ceràmica geomètrica àtica

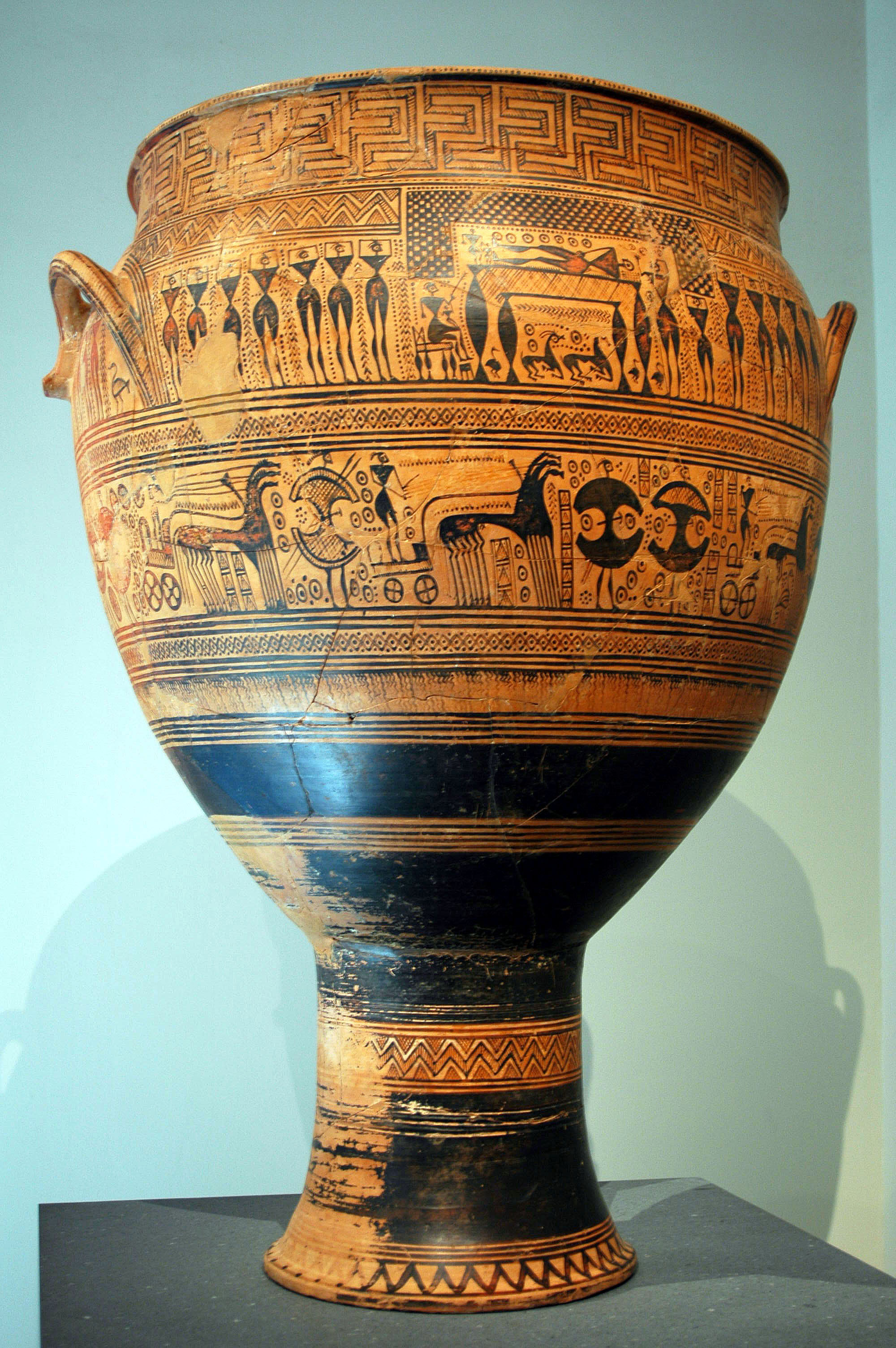
Crater funerari del període geomètric tardà àtic, atribuït al taller del Pintor de Hirschfeld (750-735 aC), de 108,3 cm d'alt (Nova York, Museu Metropolità d'Art, 14.130.14)

En l'evolució de la ceràmica d'estil geomètric es distingeixen diverses fases:
Primer estil geomètric (primera meitat del segle ix aC)
Persisteix la tendència del període protogeomètric de banyar els vasos en un vernís negre i lluent; l'alternança de franges decorades i àrees de pintura de color negre marca les parts del vas; el punt de màxima expansió del cos de l'atuell, on se situen les nanses, és subratllat per una franja decorativa més ampla, amb quadrícules; la preocupació de l'artesà terrissaire protogeomètric, és a dir l'anàlisi de la forma a través del disseny de la superfície, continua sent la mateixa, el que canvia és la naturalesa de l'instrument principal d'anàlisi. El cercle concèntric s'esvaeix i l'espatlla de l'atuell és ignorada en el primer estil geomètric (900-850 aC). El que ara compta són els dos elements principals de l'atuell ceràmic: el coll i el cos; la seva contribució a l'arquitectura del vas s'evidencia mitjançant els frisos ornamentals o requadres a la part central. L'estil geomètric i el protogeomètric es basen en la mateixa concepció de l'atuell com una suma de les seves parts, però el pintor del vas geomètric rebutja la identificació protogeomètrica del volum amb la línia corba i comença a inventar nous motius: els merlets i les greques, motius decoratius zigzaguejants, d'angles rectes, que al mateix temps reflecteixen els camps horitzontals que ocupen i la construcció vertical de l'atuell i que contínuament tornen sobre ells mateixos.
Estil geomètric mitjà (de mitjan segle ix aC fins a mitjan segle viii aC)
Les formes ceràmiques assoleixen dimensions considerables, en particular les àmfores (80 cm d'alt) i els craters (50 cm d'alt). Les franges decoratives cobreixen una superfície més gran i hi apareixen esporàdicament figures humanes i d'animals. L'espatlla és reconeguda novament com la tercera part principal del vas i el seu contorn s'estabilitza amb esvàstiques, greques o d'altres models rectilinis. Encara que els motius més grans i més elaborats sempre estan reservats al coll, a l'espatlla i la panxa –els tres centres de gravetat de la geometria–, en gran part de la superfície de l'atuell s'estenen requadres decoratius i franges, amb què al final de l'edat fosca grega el vas sembla embolcallat dins un intricat tapís abstracte.

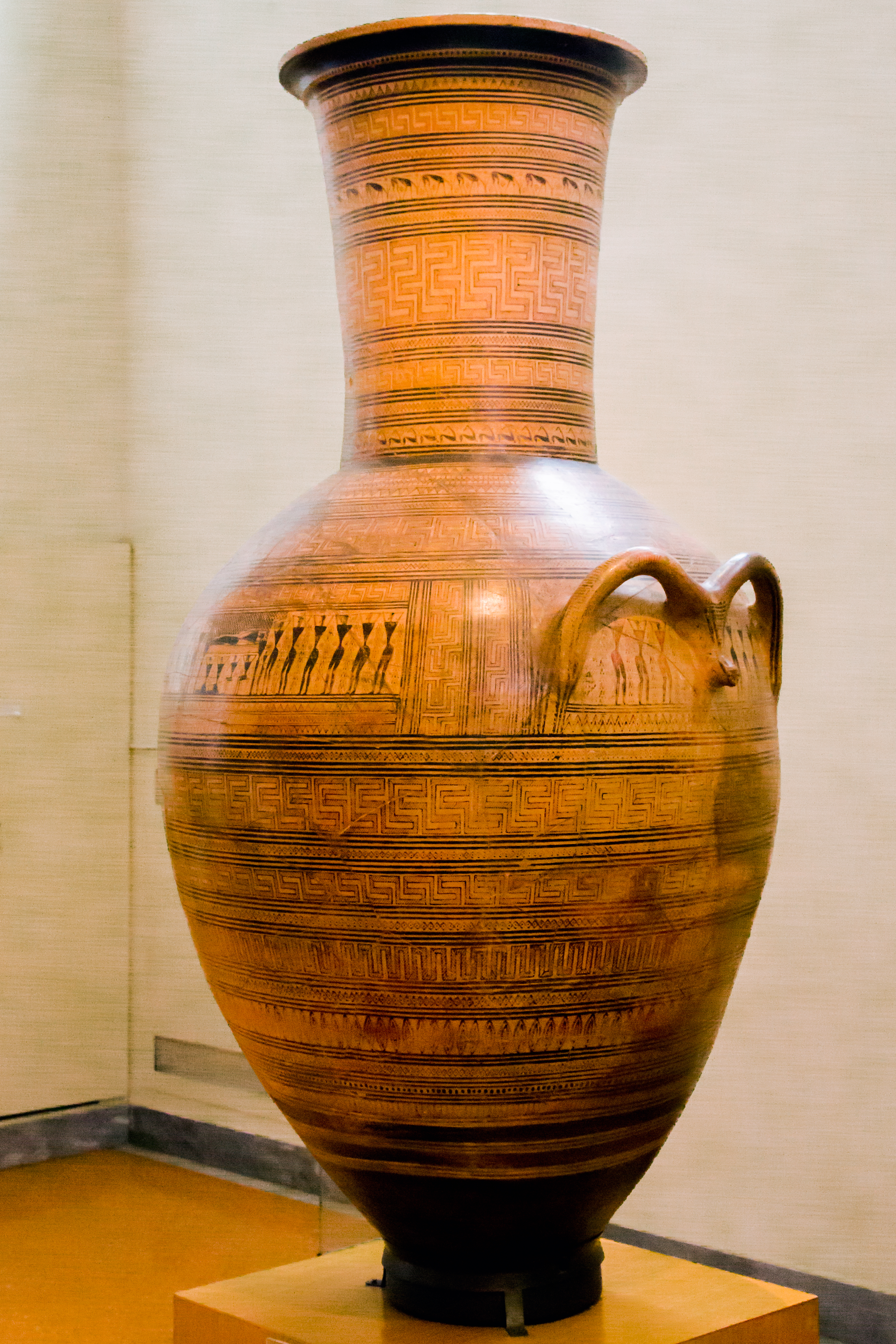
Vas del Dípilon, àmfora funerària del període geomètric mitjà I, amb decoració de frisos d'animals al coll i una escena de próthesis a l'altura de les anses (Museu Arqueològic Nacional d'Atenes, núm. inv. 804)

- Geomètric mitjà I (850-800 aC)

Les figures humanes i animals no acaben de trobar la seva inserció natural en la ceràmica d'aquest període; el cavall és l'única criatura coneguda en la ceràmica àtica pintada abans del 800 aC; les línies corbes contínues del cavall protogeomètric es redrecen –el cos és horitzontal– i se segmenten: les potes adquireixen articulacions. L'única excepció és la ploranera del Crater 1254 del Museu Arqueològic del Ceràmic d'Atenes, datada al voltant dels anys 850-825 aC. El crater –un tipus de vas que s'utilitzava per mesclar aigua i vi en les festes aristocràtiques– era un dels elements situats sobre les tombes dels aristòcrates de la necròpoli del Ceràmic com a mostra i símbol d'estatus. El que queda d'aquest crater està densament cobert amb tota la gamma de dibuixos del període geomètric mitjà. Hi podem trobar també el cèrcol concèntric, encara que, a diferència de la versió protogeomètrica, està tancat dins una forma rectangular i circumscriu una creu: dotat d'un eix horitzontal i un altre de vertical, el cèrcol concèntric es converteix en un motiu estructural. En una àrea irregular on res que fos regular i geomètric podia quedar-hi ordenat, a l'espai sota la nansa, el pintor hi ha inserit un cavall i, sobre la nansa, en un angle tot just fora del límit de la zona abstracta, hi ha dibuixat la silueta d'una dona nua que, plegant els braços sobre el cap, s'arrenca els cabells en senyal de dolor. El cavall i la dona no tenen res a veure l'un amb l'altre, ja que estan separats de la nansa i miren en direccions oposades; no sembla que es tracti, doncs, d'una escena, sinó de dos símbols discrets, encara que no del tot independents, l'un que representaria el rang del personatge i l'altre, un símbol del dol.
- Geomètric mitjà II (800-760 aC)

Quan les figures humanes comencen a aparèixer en els atuells ceràmics, immediatament comencen a ésser representades en un grup. En el període geomètric mitjà II, els ceramistes àtics passen d'una fase inicial que podríem qualificar com de sinècdoque, en que apareixen només figures inconnexes, a una altra en què fan la descripció completa de les escenes, amb la representació de les connexions i relacions entre les diverses figures. El Crater 34.11.2 del Museu Metropolità d'Art de Nova York marca la fi de l'edat fosca: originari de l'any 770 aC, celebra la memòria del difunt –potser també l'esdeveniment mateix de la seva mort– amb la representació d'una batalla que recorre la franja decorativa a la altura de la panxa de l'atuell. Al fris superior, en una quadrícula enmig de la part on hi ha les nanses, s'hi veu la representació –bastant danyada– d'una próthesis, la primera que es coneix d'aquesta cerimònia que posteriorment serà dibuixada centenars de vegades. Una figura plorosa s'agenolla als peus del mort, sota el fèretre hi ha una filera d'ocells i, més avall, cinc persones plorant. Aquestes figures descendeixen de la ploranera del Crater 1254 del Museu del Ceràmic, però la figura humana ha passat a figurar al centre de l'atuell, per tant esdevé una figura central de l'art grec.

### Estil geomètric tardà (segona meitat delsegleviiiaC)
En aquest període podem observar una clara evolució en la proporció general dels atuells, que es produeixen en proporcions particularment equilibrades, unes proporcions que immediatament passen a ser estàndards. És el període del Mestre del Dípilon, la primera personalitat emergent de l'art grec, que marca amb les seves obres un moment de separació respecte a les tendències habituals de la producció ceràmica. Els vasos tendeixen a assolir una relació entre l'altura i el diàmetre màxim o, en el cas de les formes obertes, entre diàmetre màxim i l'altura, que s'aproxima a la proporció àuria, en què la magnitud menor està en proporció amb la magnitud major en el sentit que aquesta, la més gran, és la suma de dues vegades la més petita. A l'àmbit pictòric, les franges decoratives recobreixen la superfície completa del vas, perden la funció de marcar l'articulació de les seves parts i s'hi multipliquen les escenes figurades, i en alguns casos també les escenes mitològiques, i els motius decoratius hi són més rics i variats. Se'n distingeixen alguns tallers i algunes personalitats.
- Geomètric tardà I (760-735 aC)

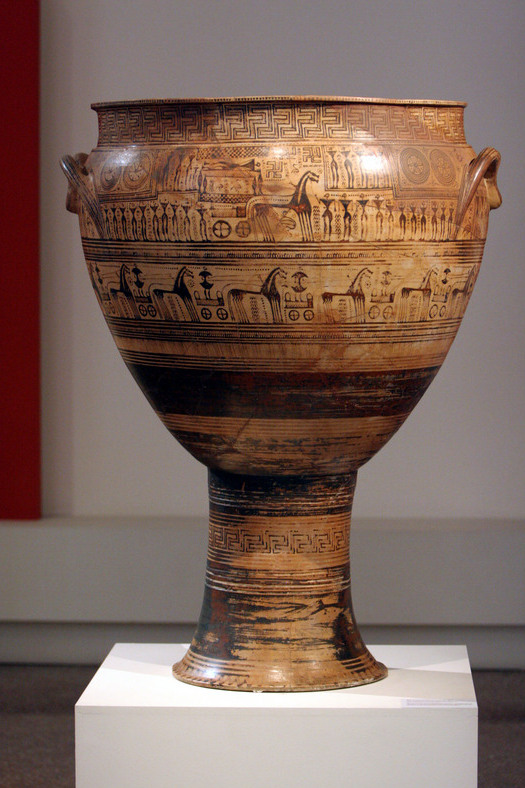
Crater del període geomètric tardà I atribuït al Pintor de Hirschfeld, de 123 cm d'alt (Museu Arqueològic Nacional d'Atenes, NM 990)

L'«estil Dípilon», batejat així pel nom de la principal necròpoli atenesa, arriba a la seva màxima expressió en els grans vasos de mitjan segle viii aC, produïts per l'anomenat Mestre del Dípilon, el qual, en el moment en què les escenes figuratives van arribar a la decoració dels atuells, va optar per abandonar les implicacions pictòriques i reduir i uniformar cada element segons un esquematisme geomètric. Durant el període geomètric tardà comencen a distingir-se més personalitats o grups de productors d'un mateix taller. A un dels rivals del Mestre del Dípilon, convencionalment anomenat el Pintor de Hirschfeld –per l'arqueòleg alemany Gustav Hirschfeld, que el 1872 en va descriure per primera vegada una de les obres realitzades–, se li atribueix un crater del període geomètric tardà I, actualment conservat al Museu Arqueològic Nacional d'Atenes (referència NM 990), amb escenes animades i densament poblades que adquireixen una major importància en contraposició als motius geomètrics, ara ja privats de les seves funcions estructurals. Alguns dels tallers són recognoscibles mitjançant figures recurrents i estilísticament identificables, com el lleó aclofat de la clepsidra del «Pintor del Lleó» o el cigne de cos estriat del «Pintor del Cigne», o bé les fileres d'aus aquàtiques unides per traços oblics de punts, del «Taller dels Ocells» (en anglès, Birdseed Workshop). Pertanyents probablement a un mateix taller són també les enòcoes on hi ha representats cérvols, o els vasos amb franges on apareixen fileres de rombes que inclouen una trama escacada o bé rombes més petits, del «Taller del Tapisser» (en anglès The Tapestry Hand). L'estil del Mestre del Dípilon finalitza prop del 735 aC, quan també l'últim dels seus col·laboradors més estrets deixa els pinzells.
- Geomètric tardà II (735-700 aC)

El següent període, el geomètric tardà II, és un moment de reacció; les àmfores acostumen a ser més petites i les zones figurades són proporcionalment més grans i sense relació amb les àrees indicades per l'estructura del vas; hi ha poques zones abstractes, que són rares i de traç matusser, o bé senzillament no n'hi ha. Però les imprecisions de l'època no són tant un senyal de degradació sinó que indiquen un desig d'allunyar-se de la precedent modelació geomètrica exacerbada: no és pas per casualitat que fos en aquest període quan es va desenvolupar el fenomen de la protonarració, que s'explica pel procés de definició de la societat i l'aristocràcia de les acaballes del segle viii aC.

## Altres escoles ceràmiques locals

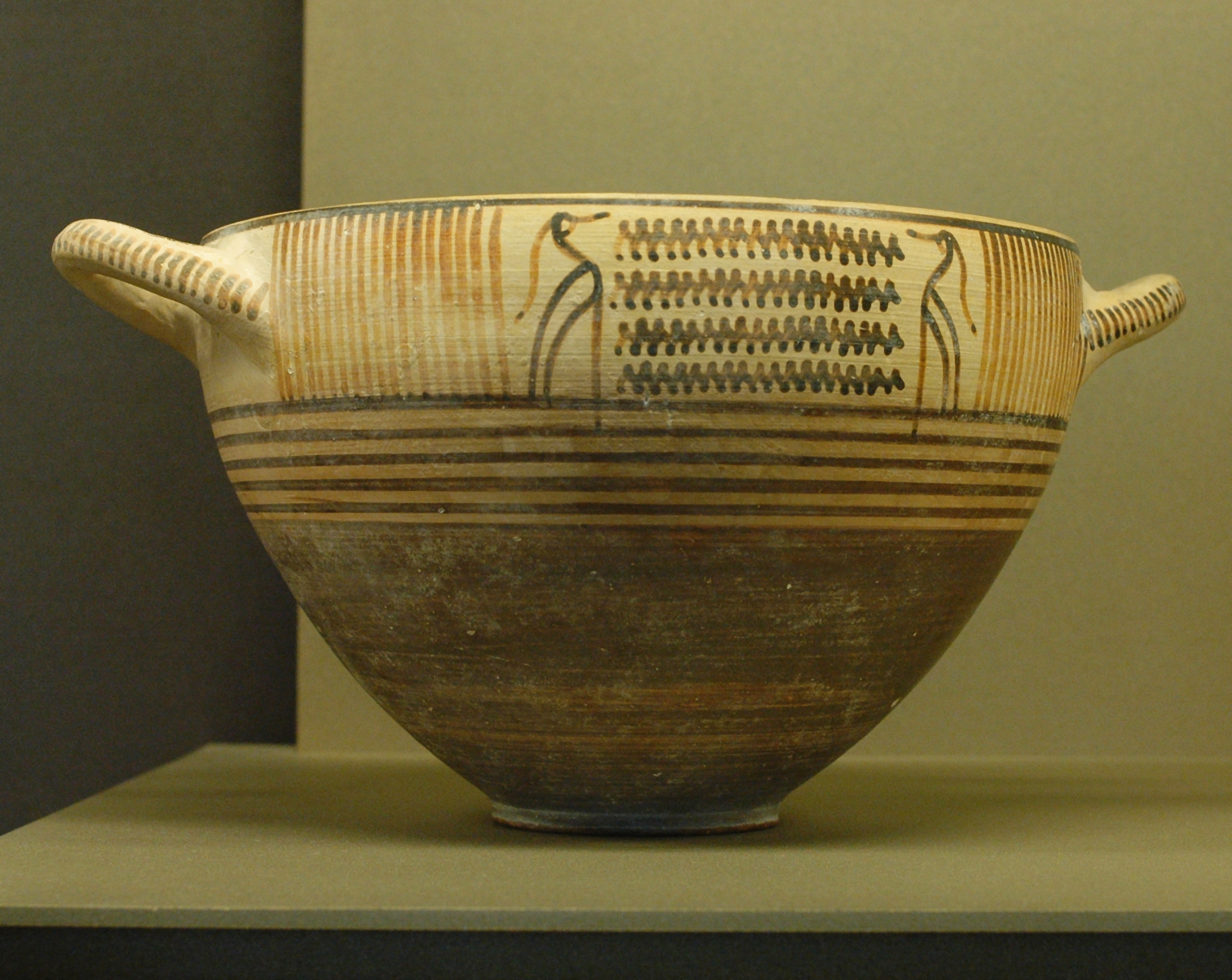
Escif corinti del període geomètric tardà, c. 740-730 aC (París, Museu del Louvre, CA 3822)

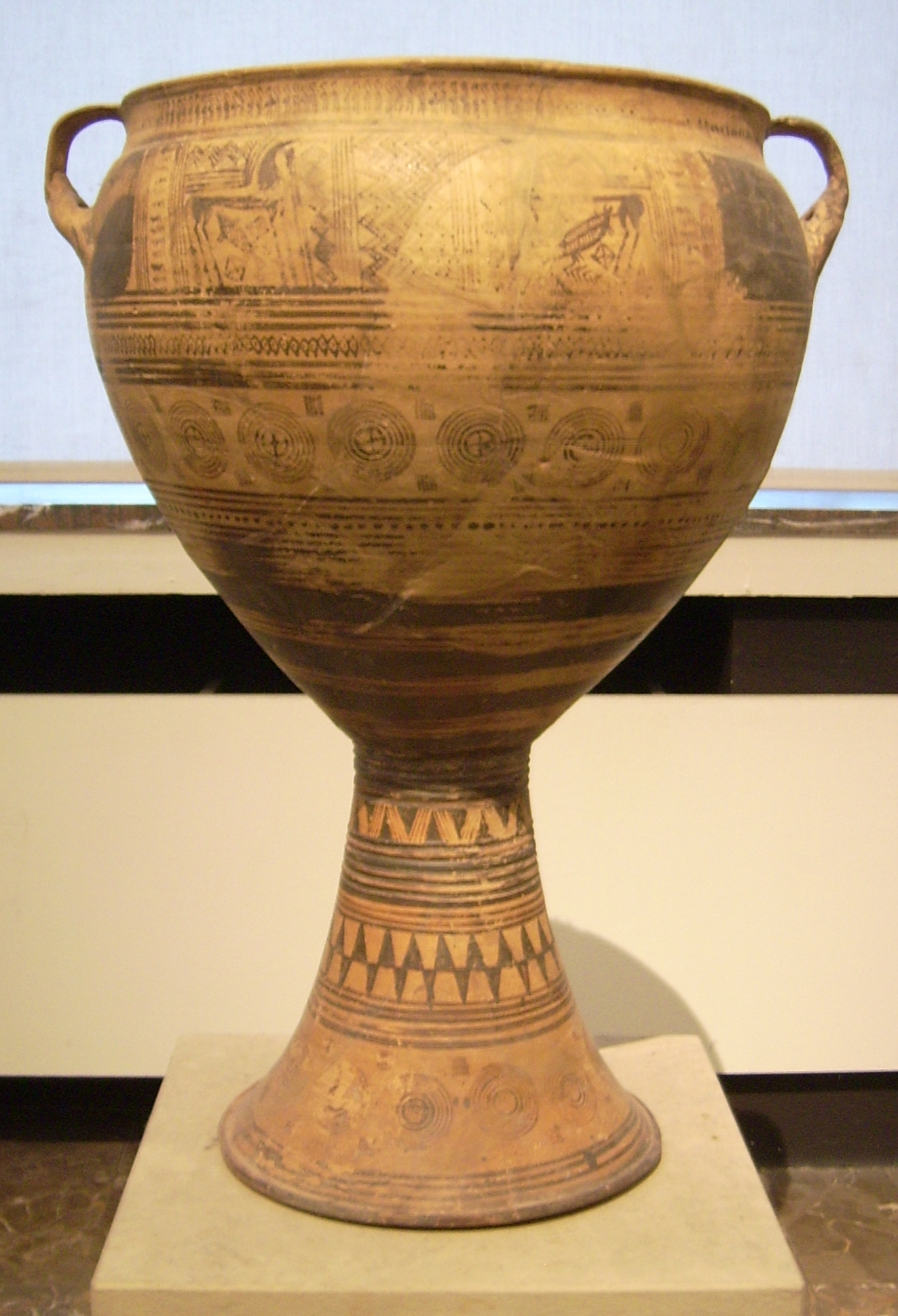
Crater d'Argos del geomètric tardà, c. 730 aC (Berlín, Antikensammlung)

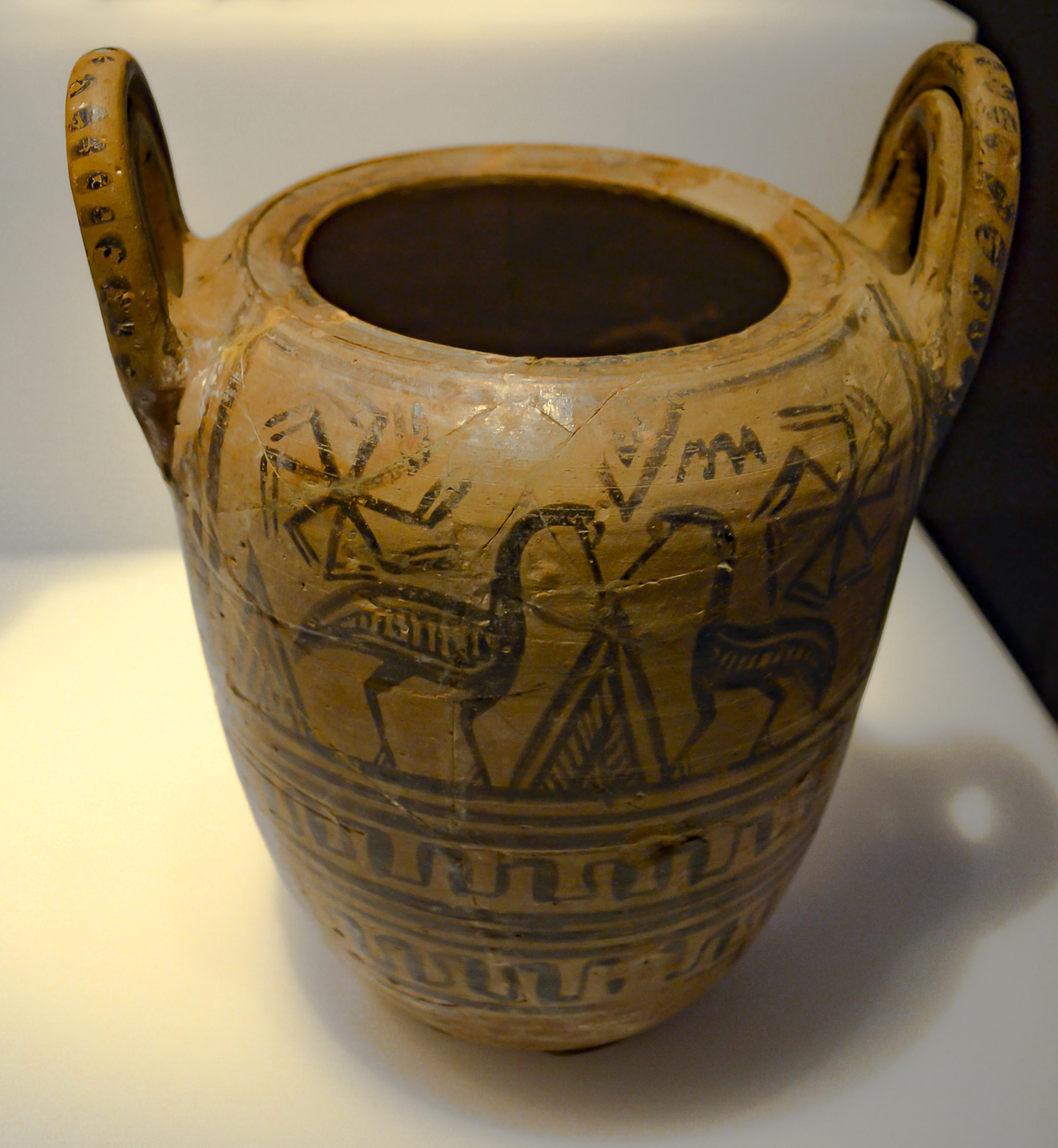
Píxide de Beòcia (Madrid, Museu Arqueològic Nacional d'Espanya, núm. inv. 19482)

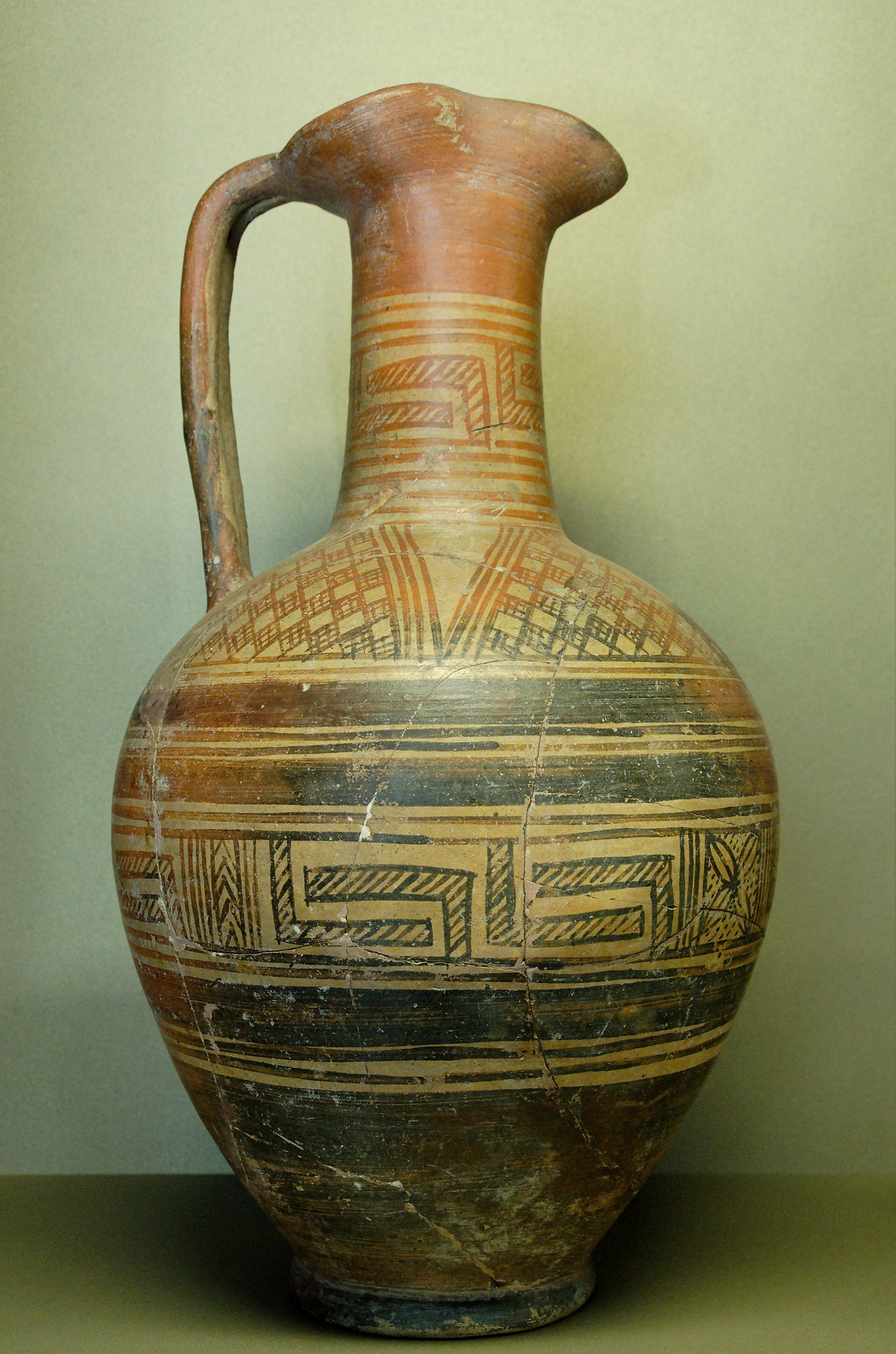
Enòcoa ròdia de Xipre, c. 740-720 aC. (París, Museu del Louvre, CA 3033)

Entre les escoles de l'època, l'atenesa és la més important i influent; són freqüents les exportacions àtiques cap a Egina, Beòcia, les Cíclades, Tessàlia i Creta, i també a Xipre, Síria, Macedònia, el sud d'Itàlia i Sicília. En aquesta època es comencen a desenvolupar a Grècia les escoles locals, que de mica en mica es van apartant de l'estil àtic per seguir un característic estil autòcton.

### Corint
En el període geomètric inicial i en el geomètric mitjà es desenvolupa a Corint una escola local, influïda per la ceràmica àtica, que progressivament va expandint les seves exportacions cap a Delfos, Egina, Tera, Cnossos, Esmirna, Tessàlia… Fins al 750 aC, l'estil és molt senzill, desproveït de decoracions curvilínies i de figures humanes i animals. El període geomètric tardà de la ceràmica àtica, a Corint es correspon amb el que alguns estudiosos anomenen el «geomètric protocorinti» (750-720 aC). En aquest període, el comerç corinti s'expandeix encara més i les exportacions arriben fins a la Magna Grècia, Sicília, Etrúria, al-Mina i Síria. La decoració reprèn els motius desenvolupats en la ceràmica àtica amb un gust gràfic i miniaturístic més accentuat. S'hi produeixen sobretot enòcoes i escifs. A Corint, durant el període geomètric tardà s'inventa la còtila, que immediatament es farà molt famosa i es farà servir durant molt de temps; la seva forma delicada, de parets primes, deriva de la copa geomètrica. Altres formes utilitzades són el crater, la píxide rodona i el plat. Corint va ser la primera ciutat grega a anar més enllà de l'estil geomètric, ja que la seva escola local s'havia originat a l'exterior i estava poc consolidada. Les característiques corínties com la nitidesa i la precisió s'adaptaven millor al nou període orientalitzant que s'estava formant.
L'argila coríntia era, en aquest període, d'un color marró clar tirant a rosa o verd; originàriament era semblant a l'àtica, i amb el temps totes dues argiles van anar diferenciant-se, la primera tendint cap al groc clar, la segona cap al taronja. La pintura era marró i fosca, però cap al període geomètric tardà va adquirir un to rosat.
Després d'haver experimentat les influències àtica i argiva, a la fi del segle viii aC l'estil geomètric corinti va ser imitat per altres escoles gregues, fins i tot l'Àtica.

### Argos
L'estil geomètric d'Argos, que segueix després d'una fase protogeomètrica, comença a la mateixa època que l'estil geomètric àtic i és, després d'aquest, el més notable d'aquest període. Fins a mitjan segle viii aC, Argos segueix de prop la producció àtica, però en el període tardà (750-690 aC) adquireix una major autonomia. A la necròpoli de la ciutat d'Argos s'han trobat vasos monumentals amb una decoració sobreabundant i de vegades desorganitzada en comparació amb l'ordenat estil àtic, que omple tota la superfície de l'atuell i on les figures tendeixen a ésser grandioses i monumentals. Són típics d'aquesta producció la greca escalonada, els cavalls –sovint en parella i conduïts per homes a peu– i els elements aquàtics.

### Beòcia
L'estil de la Beòcia està fortament influït per la ceràmica àtica, però en el període geomètric tardà acull també influències corínties i ciclàdiques. La decoració acostuma a ser menys rigorosa, amb un gust particular per les escenes narratives, on les figures són més aviat desafortunades i la composició caòtica. Entre els elements decoratius que s'hi pintaven destaquen unes amples fileres de cercles concèntrics i una esvàstica aracnifome, amb més de quatre braços, que apareix en aquest període i és típicament local.

### Cíclades
Les illes Cíclades no formaven una unitat política i s'hi van desenvolupar diversos tallers locals. S'hi va prolongar l'estil protogeomètric fins a mitjan segle I aC i el geomètric mitjà era encara molt imitatiu respecte a l'escola àtica. En el període geomètric tardà, el material ciclàdic comença a presentar-se més divers i és possible diferenciar-hi quatre escoles principals –actives al voltant dels anys 750-700 aC–, situades respectivament a Naxos, Paros –on hi ha una escola creativa amb escassa ornamentació però amb alguns motius determinats que s'engrandeixen i protagonitzen l'escena principal–, Melos i Santorini. L'estil local es caracteritza per la presència sobretot de motius curvilinis i, molt especialment, per un repartiment de l'espai independent dels models àtics.

### Creta
A la zona central de l'illa de Creta, després d'una fase experimental posterior a l'estil protogeomètric i que se sol anomenar «protogeomètric B» (850-820 aC), s'hi imposa l'estil àtic del període geomètric mitjà, visible als grans pitos, que són la producció típica d'aquesta escola. La fase tardana comença prop del 740 aC i és majoritàriament independent, amb influències corínties i xipriotes. La decoració presenta uns requadres principals no gaire grans envoltats de frisos decoratius sobre un fons fosc. Els motius que hi prevalen són les greques i les ziga-zagues, però també els més audaços motius curvilinis. A la fase geomètrica tardana pertanyen les típiques i originals franges decoratives amb ocells. Entre les formes més difoses, a més a més dels grans pitos, destaquen les petites enòcoes, algunes amb l'embocadura rodona, per la qual cosa s'acosten més aviat a la forma dels aríbals. També hi sovintegen els craters i les copes. Les terracotes són d'un color marró clar tirant a rosa, generalment no presenten engalba i la pintura és d'un marró fosc vermellós; l'argila i les parts pictòriques estan dotades d'una certa lluïssor.

### La Grècia oriental i el Dodecanès
L'estil local es caracteritza per la introducció de motius decoratius d'origen anatòlic. Pel que fa al període geomètric, les úniques sèries suficientment completes provenen de l'illa de Rodes, al Dodecanès, on durant el primer període sorgeix una resistència a la decoració geomètrica àtica i on continuen els motius curvilinis i l'èmfasi decoratiu a la part de l'espatlla de l'atuell, característiques típicament protogeomètriques. El 850 aC es troben decoracions geomètriques procedents de l'Àtica, com la greca, juntament amb elements xipriotes. El període geomètric tardà, a partir del 750 aC, és més ric en qualitat i quantitat; hi retrobem l'estil negre protogeomètric, amb l'espatlla com a zona més important de l'atuell, sovint decorada amb ocells i motius orientals. El final d'aquest estil es pot datar cap al 680 aC. A la Jònia, l'evolució de l'estil geomètric sembla que va ser semblant, i durant el període tardà s'adopten les peculiaritats ròdies. A Samos s'hi troba alguna figura humana i una cobertura blanquinosa, com a Quios.